# Ротокаре (озеро)
Ротокаре — завальное озеро, расположенное в регионе Таранаки острова Северный Новой Зеландии. Расположено в 12 км от города Эльтам. Площадь — 178000 км².

## Дикая природа
Озеро является частью живописного заповедника площадью 230 га, охватывающего бассейн реки Тангахо, и являющегося крупнейшим водно-болотным угодьем и крупнейшим ареалом обитания диких животных страны. Заповедником управляет администрация Южного района Таранаки. В заповеднике можно встретить такие виды растений: рогоз, лён, Carex dissita, Carex secta, Laurelia novae-zelandiae, ногоплодник дакридиевидный, копросма, Syzygium maire, Zizaniopsis miliacea, Baumea и такие виды животных: австралазийский выпь, Porzana tabuensis, [золотисто-полосатый геккон, Paranephrops, полосатый кокопу, угорь.

## История образования
Заповедник был создан в начале 1870-х годов. С 1914 года к нему можно добраться по дороге. В 2008 году строительство ограждения, ограничивавшего доступ к заповедной территории, завершилось.